# 万安镇 (蠡县)
万安镇，是中华人民共和国河北省保定市蠡县下辖的一个乡镇级行政单位。

## 行政区划
万安镇下辖以下地区：
东辛庄村、崔家庄村、黄家庄村、刘铭庄村、邱庄村、东建华村、西建华村、河西村、孟家庄村、蔡家庄村、井家营村、化家庄村、李家庄村和古灵山村。